# Stefano Rossi
Stefano Rossi (Florencia, 1851 – Pisa, 1898) fue un médico, naturalista italiano.
Su herbario sirvió en parte como base para la "Flora de los Alpes Lepontinos" de E. Chiovenda.
Fue profesor de historia natural en el Colegio Rosmini, de Domodossola.

## Obra
- 1883. Studi sulla flora Ossolana. Ed. Tipografia Porta, 112 pp.

## Honores

### Eponimia
- (Apiaceae) Stephanorossia Chiov.[5]
- La abreviatura «S.Rossi» se emplea para indicar a Stefano Rossi como autoridad en la descripción y clasificación científica de los vegetales.[6]